# Coppa Italia Dilettanti 1994-1995
La Coppa Italia Dilettanti 1994-1995 è stata la 29ª edizione di questa competizione calcistica italiana. È stata disputata con la formula dell'eliminazione diretta ed è stata vinta dal Iperzola (che in questa stagione ha vinto tutte e 4 le competizioni cui ha preso parte).
Dopo l'entrata in vigore della Legge n. 91 del 23 marzo 1981 che ha abolito il calcio semiprofessionistico, le squadre del Campionato Nazionale Dilettanti (5º livello nazionale, primo dilettantistico) partecipano a questa coppa, assieme a quelle di Eccellenza (1º livello regionale, 6º nazionale). Il torneo viene diviso in due "binari" per le due categorie con assegnazione delle rispettive Coppe Italia. Le due vincitrici si affrontano poi per l'assegnazione della Coppa Italia Dilettanti.
L'edizione, come detto sopra, è stata vinta dal Iperzola, che superò in finale il San Severo; le finaliste sconfitte delle due coppe furono Arzignano (C.N.D.) e Crotone (Eccellenza).

## Formula
Le squadre delle due categorie (Campionato Nazionale Dilettanti 1994-1995 ed Eccellenza 1994-1995) disputano due coppe diverse con assegnazione delle rispettive Coppe Italia di settore. Le due vincenti si affrontano poi nella finale per la Coppa Italia Dilettanti.

## Partecipanti
Alla finale giungono le vincitrici della fase C.N.D. e della fase Eccellenza.
| Torneo          | Squadra    | Città (provincia) | Posizione in campionato             |
| --------------- | ---------- | ----------------- | ----------------------------------- |
| fase C.N.D.     | San Severo | San Severo (FG)   | 7º nel girone H del C.N.D.          |
| fase Eccellenza | Iperzola   | Zola Predosa (BO) | 1º nel girone B dell'Emilia-Romagna |

### Il cammino delle finaliste
```
Fase C.N.D.

PRIMO TURNO:

Audace Cerignola
-
San Severo
          1-2

San Severo
-
Canosa
             2-0

TRENTADUESIMI:

San Severo
-
Nardò
              1-0 1-2 
(
gfc
)

SEDICESIMI:

Taranto
-
San Severo
            1-1 0-1

OTTAVI:

San Severo
-
Agropoli
           1-0 1-2 
(
gfc
)

QUARTI:

Gioiese
-
San Severo
            0-0 0-9

SEMIFINALI:

San Severo
-
Ladispoli
          2-0 0-1

FINALE:

Arzignano
-
San Severo
          0-1 0-1
```

```
Fase regionale Emilia-Romagna

PRIMO TURNO:

Ammessa di diritto

TRENTADUESIMI:

Iperzola
-Puianello             6-0 1-0

SEDICESIMI:

Iperzola
-
Virtus Castelfranco
   5-0 4-0

OTTAVI:

Iperzola
-Maranello             5-0 1-2

QUARTI:

Iperzola
-
Correggese
            6-0 2-0

SEMIFINALI:

Iperzola
-Colorno               3-3 
3-3

FINALE

Iperzola
-
Russi
                 2-0
```

```
Fase nazionale

OTTAVI:

Piombinese-
Iperzola
            1-3 0-0

QUARTI:

Iperzola
-Pro Fagagna           1-0
Ceparana-
Iperzola
              0-2

SEMIFINALI:

Guanzatese-
Iperzola
            1-2 0-0

FINALE

Crotone
-
Iperzola
               1-1 1-3
```

## Finale
| Squadra 1  | Totale | Squadra 2 | Andata     | Ritorno    |
| ---------- | ------ | --------- | ---------- | ---------- |
|            |        |           | 04.06.1995 | 11.06.1995 |
| San Severo | 1 – 5  | Iperzola  | 0 – 1      | 1 – 4      |

| Arbitro: | Papini (Perugia) |

| |            | |
| | Marcatori  | 75’ Ramacciotti                                                                                         |
| Ciofi (78' Marinucci) Tartaglione Chiumento Fracchiola M. Casano Checola G. D'Anzeo Zito D'Onofrio De Palma (60' De Gennaro) M. D'Anzeo | Formazioni | Rasulo Pugliese Micco Pinelli Frisari Poltrini Poli Biagini Petruzzi (71' Padolecchia) Neri Ramacciotti |
| Damone | Allenatori | Regno                                                                                                   |

| Arbitro: | Di Cicco (Albano Laziale) |

|                                                                                                  |            | |
| Ramacciotti 5’, 81’ Neri 61’ Poli 88’                                                            | Marcatori  | 83’ G. D'Anzeo |
| Rasulo Pugliese Micco Pinelli Frisari Sarti Poli Biagini (85' Padolecchia) Neri Nesi Ramacciotti | Formazioni | Ciofi Cristiani Chiumento Tasco M. Casano Checola (46' M. D'Anzeo) De Palma Zito Balsamo D'Onofrio (60' G. D'Anzeo) Pizzuto |
| Regno                                                                                            | Allenatori | Damone |